# حرملول
حرملول هو مركب بيتا-كاربولين حيوي و نشط بيولوجيًا ، يعتبر هذا المركب عضو في مجموعة المركبات التي تنتمي لأشباه قلويات الحرمل.  